# Qimei
Qimei (en chino: 七美鄉) es el nombre de una isla que se encuentra en las coordenadas geográficas 23°16′N 119°40′E, a cerca de 29 millas náuticas (54 km) de Makung, 48 millas náuticas (89 kilómetros) al oeste de Tainan y 58 millas náuticas (107 km) al norte de Kaohsiung, Taiwán. Las Deshabitadas Mao Yu y Cao Yu al oeste de Qimei están también bajo su jurisdicción. Qimei posee 6,99 kilómetros cuadrados de superficie, con una costa de 14,4 kilómetros y con cerca de 3.214 personas. Compuesto en su mayoría de formaciones de basalto, Qimei constituye la quinta isla más grande en las Islas Pescadores (澎湖群島; Pénghú Qúndǎo).